# آگیره، خشم پروردگار
آگیره، خشم پروردگار یا آگوییره، خشم خدا (به انگلیسی: Aguirre, the Wrath of God) فیلمی حماسی-تاریخی به کارگردانی ورنر هرتسوک با بازی کلاوس کینسکی محصول کشور فرانسه و ایتالیا است.
تأثیر ویژگی‌های روایی و سبک بصری متمایز این فیلم کالت، بر فیلم اینک آخرالزمان فرانسیس فورد کوپولا مشهود است.

## خلاصه داستان
«آگیره خشم خدایان» داستان سفر یک سردار اسپانیایی با نام لوپه دو آگوئیره و گروهی از کاشفان و کشورگشایان اسپانیایی را در قرن شانزدهم دنبال می‌کند که در پی کشف شهر افسانه‌ای ال‌دورادو هستند. شهری که گفته می‌شد در بین جنگل‌های انبوه قرار گرفته و همه چیز آن از طلاست. آن‌ها در طول رودخانه عظیم آمازون پیش می‌روند و در خطر سرخ‌پوستان بومی، اینکاها و اختلافات داخلی و دیوانگی‌های آگوئیره هستند.